# Pachyschelus pittieri
Pachyschelus pittieri es una especie de escarabajo joya del género Pachyschelus, familia Buprestidae. Fue descrita científicamente por Fisher en 1930.